# Rallye de Pologne 2015
Le 72e Rallye de Pologne est la 7e manche du Championnat du monde des rallyes 2015.

## Résultats

### Classement final
| Rang              | Pilote             | Copilote           | Numéro            | Voiture               | Écurie                                   | Temps             | Écart             | Points            |
| Toutes catégories | Toutes catégories  | Toutes catégories  | Toutes catégories | Toutes catégories     | Toutes catégories                        | Toutes catégories | Toutes catégories | Toutes catégories |
| ----------------- | ------------------ | ------------------ | ----------------- | --------------------- | ---------------------------------------- | ----------------- | ----------------- | ----------------- |
| 1.                | Sébastien Ogier    | Julien Ingrassia   | 1                 | Volkswagen Polo R WRC | Volkswagen Motorsport                    | 2 h 26 min 11 s 5 | -                 | 283               |
| 2.                | Andreas Mikkelsen  | Ola Fløene         | 9                 | Volkswagen Polo R WRC | Volkswagen Motorsport                    | 2 h 26 min 23 s 5 | + 11 s 9          | 191               |
| 3.                | Ott Tänak          | Ragio Mölder       | 6                 | Ford Fiesta RS WRC    | M-Sport World Rally Team                 | 2 h 26 min 34 s 5 | + 23 s 0          | 172               |
| 4.                | Jari-Matti Latvala | Miikka Anttila     | 2                 | Volkswagen Polo R WRC | Volkswagen Motorsport                    | 2 h 26 min 56 s 2 | + 44 s 7          | 12                |
| 5.                | Hayden Paddon      | John Kennard       | 20                | Hyundai i20 WRC       | Hyundai Motorsport N                     | 2 h 27 min 26 s 1 | + 1 min 14 s 6    | 10                |
| 6.                | Thierry Neuville   | Nicolas Gilsoul    | 7                 | Hyundai i20 WRC       | Hyundai World Rally Team                 | 2 h 27 min 56 s 0 | + 1 min 44 s 5    | 8                 |
| 7.                | Kris Meeke         | Paul Nagle         | 3                 | Citroën DS3 WRC       | Citroën Total Abu Dhabi World Rally Team | 2 h 28 min 09 s 2 | + 1 min 57 s 7    | 6                 |
| 8.                | Robert Kubica      | Maciej Szczepaniak | 14                | Ford Fiesta RS WRC    | RK World Rally Team                      | 2 h 28 min 19 s 8 | + 2 min 08 s 3    | 4                 |
| 9.                | Mads Østberg       | Jonas Andersson    | 4                 | Citroën DS3 WRC       | Citroën Total Abu Dhabi World Rally Team | 2 h 28 min 29 s 7 | + 2 min 18 s 2    | 2                 |
| 10.               | Daniel Sordo       | Marc Marti         | 8                 | Hyundai i20 WRC       | Hyundai World Rally Team                 | 2 h 28 min 59 s 9 | + 2 min 48 s 4    | 1                 |

3, 2, 1 : y compris les 3, 2 et 1 points attribués aux trois premiers de la spéciale télévisée (power stage).

### Spéciales chronométrées
| Étape            | Spéciale | Heure   | Nom                     | Distance | Vainqueur          | Temps         | Leader            |
| ---------------- | -------- | ------- | ----------------------- | -------- | ------------------ | ------------- | ----------------- |
| Jour 1 2 juillet | ES1      | 19 h 00 | SSS Mikolajki Arena - 1 | 2,50 km  | Sébastien Ogier    | 1 min 43 s 9  | Sébastien Ogier   |
| Jour 2 3 juillet | ES2      | 08 h 00 | Gorklo                  | 13,00 km | Andreas Mikkelsen  | 5 min 57 s 0  | Andreas Mikkelsen |
| Jour 2 3 juillet | ES3      | 09 h 50 | Goldap 1                | 14,75 km | Ott Tänak          | 7 min 38 s 1  | Ott Tänak         |
| Jour 2 3 juillet | ES4      | 10 h 55 | Babki 1                 | 14,65 km | Ott Tänak          | 7 min 11 s 4  | Ott Tänak         |
| Jour 2 3 juillet | ES5      | 11 h 35 | Stanczyki 1             | 39,12 km | Ott Tänak          | 19 min 27 s 3 | Ott Tänak         |
| Jour 2 3 juillet | ES6      | 14 h 15 | Babki 2                 | 14,65 km | Sébastien Ogier    | 7 min 01 s 4  | Ott Tänak         |
| Jour 2 3 juillet | ES7      | 14 h 55 | Stanczyki 2             | 39,12 km | Sébastien Ogier    | 18 min 58 s 0 | Sébastien Ogier   |
| Jour 2 3 juillet | ES8      | 16 h 45 | Goldap 2                | 14,75 km | Jari-Matti Latvala | 7 min 36 s 2  | Sébastien Ogier   |
| Jour 2 3 juillet | ES9      | 19 h 05 | SSS Mikolajki Arena - 2 | 2,50 km  | Martin Prokop      | 1 min 46 s 4  | Sébastien Ogier   |
| Jour 3 4 juillet | ES10     | 08 h 25 | Mazury 1                | 17,70 km | Sébastien Ogier    | 8 min 54 s 9  | Sébastien Ogier   |
| Jour 3 4 juillet | ES11     | 09 h 30 | Wieliczki 1             | 12,87 km | Ott Tänak          | 6 min 07 s 7  | Sébastien Ogier   |
| Jour 3 4 juillet | ES12     | 10 h 30 | Swietajno 1             | 21,25 km | Ott Tänak          | 10 min 24 s 8 | Sébastien Ogier   |
| Jour 3 4 juillet | ES13     | 12 h 08 | Paprotki                | 23,15 km | Sébastien Ogier    | 11 min 11 s 7 | Sébastien Ogier   |
| Jour 3 4 juillet | ES14     | 15 h 38 | Mazury 2                | 17,70 km | ANNULÉE            | ANNULÉE       | Sébastien Ogier   |
| Jour 3 4 juillet | ES15     | 16 h 43 | Wieliczki 2             | 12,87 km | Andreas Mikkelsen  | 6 min 01 s 6  | Sébastien Ogier   |
| Jour 3 4 juillet | ES16     | 17 h 43 | Swietajno 2             | 21,25 km | Ott Tänak          | 10 min 05 s 2 | Sébastien Ogier   |
| Jour 3 4 juillet | ES17     | 20 h 18 | SSS Mikolajki Arena - 3 | 2,50 km  | Sébastien Ogier    | 1 min 45 s 2  | Sébastien Ogier   |
| Jour 4 5 juillet | ES18     | 09 h 10 | Baranowo 1              | 14,60 km | Sébastien Ogier    | 6 min 56 s 3  | Sébastien Ogier   |
| Jour 4 5 juillet | ES19*    | 12 h 08 | Baranowo 2              | 14,60 km | Sébastien Ogier    | 6 min 52 s 0  | Sébastien Ogier   |

* : Power stage, spéciale télévisée attribuant des points aux trois premiers pilotes

## Classements au championnat après l'épreuve

### Classement des pilotes
Selon le système de points en vigueur, les 10 premiers équipages remportent des points, 25 points pour le premier, puis 18, 15, 12, 10, 8, 6, 4, 2 et 1.
| Rang | Pilote              | Rallyes | Rallyes | Rallyes | Rallyes | Rallyes | Rallyes | Rallyes | Rallyes | Rallyes | Rallyes | Rallyes | Rallyes | Rallyes | Total points |
| Rang | Pilote              | MON     | SUE     | MEX     | ARG     | POR     | ITA     | POL     | FIN     | GER     | AUS     | FRA     | ESP     | GBR     | Total points |
| ---- | ------------------- | ------- | ------- | ------- | ------- | ------- | ------- | ------- | ------- | ------- | ------- | ------- | ------- | ------- | ------------ |
| 1er  | Sébastien Ogier     | 25      | 283     | 283     | 3       | 213     | 283     | 283     | -       | -       | -       | -       | -       | -       | 161          |
| 2e   | Andreas Mikkelsen   | 15      | 15      | 172     | Ab.     | 161     | 1       | 191     | -       | -       | -       | -       | -       | -       | 83           |
| 3e   | Mads Østberg        | 12      | 21      | 18      | 191     | 6       | 10      | 2       | -       | -       | -       | -       | -       | -       | 69           |
| 4e   | Jari-Matti Latvala  | 191     | 0       | 0       | Ab.     | 272     | 102     | 12      | -       | -       | -       | -       | -       | -       | 68           |
| 5e   | Thierry Neuville    | 10      | 202     | 51      | Ab.     | 0       | 15      | 8       | -       | -       | -       | -       | -       | -       | 58           |
| 6e   | Kris Meeke          | 43      | 6       | 0       | 25      | 12      | 0       | 6       | -       | -       | -       | -       | -       | -       | 53           |
| 7e   | Elfyn Evans         | 6       | 8       | 12      | 15      | 0       | 12      | Ab.     | -       | -       | -       | -       | -       | -       | 53           |
| 8e   | Hayden Paddon       | -       | 10      | 0       | 0       | 4       | 18      | 10      | -       | -       | -       | -       | -       | -       | 42           |
| 9e   | Ott Tanak           | 0       | 12      | 0       | 1       | 10      | 0       | 172     | -       | -       | -       | -       | -       | -       | 40           |
| 10e  | Dani Sordo          | 8       | -       | 10      | 122     | 8       | 0       | 1       | -       | -       | -       | -       | -       | -       | 39           |
| 11e  | Martin Prokop       | 2       | 4       | 8       | 12      | 1       | Ab.     | 0       | -       | -       | -       | -       | -       | -       | 27           |
| 12e  | Khalid Al Qassimi   | -       | -       | -       | 8       | 0       | 1       | -       | -       | -       | -       | -       | -       | -       | 9            |
| 13e  | Yuriy Protasov      | 0       | 2       | 0       | 0       | -       | 6       | -       | -       | -       | -       | -       | -       | -       | 8            |
| 14e  | Abdulaziz Al-Kuwari | -       | -       | -       | 6       | 0       | 0       | -       | -       | -       | -       | -       | -       | -       | 6            |
| 15e  | Nasser Al-Attiyah   | -       | -       | 6       | -       | 0       | 0       | Ab.     | -       | -       | -       | -       | -       | -       | 6            |
| 16e  | Robert Kubica       | Ab.     | 0       | 0       | -       | 2       | 0       | 4       | -       | -       | -       | -       | -       | -       | 6            |
| 17e  | Sébastien Loeb      | 62      | -       | -       | -       | -       | -       | -       | -       | -       | -       | -       | -       | -       | 6            |
| 18e  | Diego Domínguez     | -       | -       | -       | 4       | -       | -       | -       | -       | -       | -       | -       | -       | -       | 4            |
| 19e  | Paolo Andreucci     | -       | -       | -       | -       | -       | 4       | -       | -       | -       | -       | -       | -       | -       | 4            |
| 20e  | Nicolás Fuchs       | -       | -       | 2       | Ab.     | 0       | 0       | 0       | -       | -       | -       | -       | -       | -       | 2            |
| 21e  | Gustavo Saba        | -       | -       | -       | 2       | -       | -       | -       | -       | -       | -       | -       | -       | -       | 2            |
| 22e  | Jan Kopecký         | -       | -       | -       | -       | -       | 2       | -       | -       | -       | -       | -       | -       | -       | 2            |
| 23e  | Jari Ketomaa        | -       | 0       | 1       | 0       | Ab.     | -       | 0       | -       | -       | -       | -       | -       | -       | 1            |

| Couleur | Résultat                                                         |
| ------- | ---------------------------------------------------------------- |
| Or      | Vainqueur                                                        |
| Argent  | 2e place                                                         |
| Bronze  | 3e place                                                         |
| Vert    | Classé, dans les points                                          |
| Bleu    | Classé, hors des points Non classé (Nc.)                         |
| Mauve   | Abandon (Ab.) Retrait (Re.)                                      |
| Noir    | Disqualifié (Dq.)                                                |
| Blanc   | N'a pas pris le départ (Np.) Forfait (Forf.) Épreuve annulée (A) |
| Aucune  | N'a pas participé (-)                                            |

3, 2, 1 : y compris les 3, 2 et 1 points attribués aux trois premiers de la spéciale télévisée (power stage).

### Classement des constructeurs
| Rang | Équipe                                   | Rallyes | Rallyes | Rallyes | Rallyes | Rallyes | Rallyes | Rallyes | Rallyes | Rallyes | Rallyes | Rallyes | Rallyes | Rallyes | Total points |
| Rang | Équipe                                   | MON     | SUE     | MEX     | ARG     | POR     | ITA     | POL     | FIN     | GER     | AUS     | FRA     | ESP     | GBR     | Total points |
| ---- | ---------------------------------------- | ------- | ------- | ------- | ------- | ------- | ------- | ------- | ------- | ------- | ------- | ------- | ------- | ------- | ------------ |
| 1er  | Volkswagen Motorsport                    | 43      | 25      | 31      | 4       | 43      | 33      | 35      | -       | -       | -       | -       | -       | -       | 214          |
| 2e   | Citroën Total Abu Dhabi World Rally Team | 12      | 8       | 22      | 43      | 18      | 12      | 8       | -       | -       | -       | -       | -       | -       | 123          |
| 3e   | Hyundai World Rally Team                 | 27      | 28      | 20      | 10      | 9       | 19      | 10      | -       | -       | -       | -       | -       | -       | 123          |
| 4e   | M-Sport World Rally Team                 | 12      | 20      | 16      | 23      | 10      | 18      | 15      | -       | -       | -       | -       | -       | -       | 114          |
| 5e   | Volkswagen Motorsport II                 | -       | 15      | -       | 0       | 15      | 1       | 18      | -       | -       | -       | -       | -       | -       | 49           |
| 6e   | Hyundai Motorsport N                     | -       | 1       | 2       | 6       | 4       | 18      | 12      | -       | -       | -       | -       | -       | -       | 43           |
| 7e   | Jipocar Czech National Team              | 6       | 4       | 10      | 12      | 2       | 0       | 1       | -       | -       | -       | -       | -       | -       | 35           |
| 8e   | FWRT s.r.l.                              | 1       | 0       | 0       | 2       | 0       | 0       | 0       | -       | -       | -       | -       | -       | -       | 3            |